# Martín de la Jara (kommunhuvudort)
Martín de la Jara är en kommunhuvudort i Spanien.   Den ligger i provinsen Provincia de Sevilla och regionen Andalusien, i den södra delen av landet, 400 km söder om huvudstaden Madrid. Martín de la Jara ligger 408 meter över havet och antalet invånare är 2 783.
Terrängen runt Martín de la Jara är platt österut, men västerut är den kuperad. Runt Martín de la Jara är det ganska glesbefolkat, med 40 invånare per kvadratkilometer. Närmaste större samhälle är Osuna, 18,9 km nordväst om Martín de la Jara. Trakten runt Martín de la Jara består till största delen av jordbruksmark.